# Urocortina
La urocortina es una proteína que en los humanos es codificada por el gen UCN Este gen es un miembro de la familia sauvagina/factor liberador de corticotropina/urotensina I . Esta está estructuralmente relacionada con el gen factor liberador de corticotropina (CRF) y el producto codificado es un ligando endógeno para los receptores de CRF tipo 2. En el cerebro, puede ser responsable de los efectos del estrés sobre el apetito. A pesar del nombre de la familia genética similar, el producto de este gen no tiene similitud a la secuencia urotensina II. La Urocortina es un potente péptido anorexígeno de 40 aminiácidos que induce la alimentación como la actividad motora cuando se administran de forma centralizada o periférica en animales en ayunas. La urocortina pertenece a la familia de factores liberadores de corticotropina, en esta familia se incluye al CHR, urotensina I, sauvagina, urocortina II y urocortina III. La urocortina además es un potente y duradero hipotensor, y aumenta el flujo sanguíneo coronario.

## Interacciones
Se ha demostrado que la urocortina tiende a interactuar con los receptores de la hormona liberadora de corticotropina 1.